# Stella Maria Szacherska
Stella Maria z Rolbieskich Szacherska (ur. 25 kwietnia 1911 w Berlinie, zm. 21 grudnia 1997 w Warszawie) – polska historyk, mediewistka.

## Życiorys
Stella Maria Rolbieska (właśc. Rolbiecka, gdyż władze niemieckie zniekształciły nazwisko jej dziadka) była córką Stanisława i Emilii z Wika-Czarnowskich (1885–1939). Miała brata (ur. 1908), który zginął na początku II wojny światowej. Ukończyła gimnazjum humanistyczne w Bydgoszczy (1928). W 1931 wyszła za mąż za Zbigniewa Szacherskiego, rotmistrza kawalerii. Mieli córkę Marię (1937–2003).
W czasie okupacji niemieckiej przebywała w Warszawie, gdzie pracowała jako stenotypistka w hurtowni win i udzielała lekcji z języków obcych. Pod pseudonimem „Emilia” była łączniczką Oddziału Broni Szybkich Komendy Głównej Armii Krajowej. Po koniec wojny przeniosła się do Lublina, gdzie pracowała na stanowisku tłumacza języka angielskiego w dziale informacji zagranicznej Polskiego Radia.
W grudniu 1945 podjęła studia na Wydziale Historycznym Uniwersytetu Warszawskiego, które ukończyła w 1949. Podczas studiów, w latach 1947–1948, pracowała w Muzeum Wojska Polskiego na stanowisku asystenta. 27 maja 1950 obroniła pracę magisterską pt. Ludzie zależni w IX w. Po studiach objęła posadę w redakcji prawno-historycznej wydawnictwa „Książka i Wiedza”, a następnie została zatrudniona w Archiwum Głównym Akt Dawnych, gdzie zajmowała się tłumaczeniami. Od grudnia 1953 do przejścia na emeryturę pracowała w Instytucie Historii PAN. 10 grudnia 1958 obroniła pracę doktorską Opactwo cysterskie w Szpetalu a misja pruska. Zajmowała się dziejami ziemi płockiej. Była autorką kilkunastu biogramów do „Polskiego Słownika Biograficznego”, głównie dotyczących ludzi związanych z Płockiem i Warszawą.
Zmarła 21 grudnia 1997 w Warszawie. Urna z Jej prochami spoczęła u boku męża w grobie rodzinnym na cmentarzu w Starych Proboszczewicach.

## Ordery i odznaczenia
- Krzyż Armii Krajowej (1973)[2]

## Wybrane publikacje
- Opactwo cysterskie w Szpetalu a misja pruska, Warszawa: Państwowe Wydawnictwo Naukowe 1960.
- Lustracje województwa płockiego 1565–1789, wyd. Anna Sucheni-Grabowska, Stella Maria Szacherska, Warszawa: Państwowe Wydawnictwo Naukowe 1965.
- Rola klasztorów duńskich w ekspansji Danii na Pomorzu Zachodnim u schyłku XII wieku, Wrocław: Zakład Narodowy im. Ossolińskich Wydawnictwo PAN 1968.
- Zbiór dokumentów i listów miasta Płocka, t. 1: 1065–1495, Warszawa: Państwowe Wydawnictwo Naukowe 1975.
- Zbiór dokumentów i listów miasta Płocka, t. 2: 1495–1586, wyd. Stella Maria Szacherska, Warszawa: Państwowe Wydawnictwo Naukowe 1987.
- Pułkownik Zbigniew Szacherski - dyrektor Muzeum Wojska Polskiego w latach odbudowy, Warszawa: „Wieś Jutra” 2000.